# زيت السلجم
زيت السلجم هو زيت غير قابل للنشفان، مستخرج من بذور السلجم (باللاتينية: Brassica napus subsp napus)، والذي يزرع بشكل كثيف في فرنسا وبلجيكا والولايات المتحدة الأمريكية وهولندا وألمانيا ووبولندا.
يُزرع السلجم على نطاق واسع في كندا، والهند، وفرنسا، وبلجيكا، وأيرلندا، والمملكة المتحدة، والولايات المتحدة، وهولندا، وألمانيا، والدنمارك، وبولندا، واليابان، وسلوفينيا. وفي فرنسا والدنمارك على وجه الخصوص، يعد استخراج الزيت صناعة مهمة.[بحاجة لمصدر]
ويُعد من أقدم الزيوت النباتية المعروفة. هناك أشكال صالحة للأكل وأخرى صناعية تُنتج من السلجم، وهي بذور العديد من الأصناف من عائلة النباتات الكرنبية. تاريخيا، كان يقتصر استخدامه كزيت غذائي بسبب محتواه من حمض الإروسيك. وقد أظهرت الدراسات المخبرية حول هذا الحمض تلف عضلة القلب لدى الحيوانات المخبرية بكميات كبيرة. كما أنه يضفي طعمًا مُراً، ويحتوي على غلوكوسينولات، مما يجعل العديد من أجزاء النبات أقل تغذيةً في الأعلاف الحيوانية.   يمكن أن يحتوي زيت السلجم من الأصناف القياسية على ما يصل إلى 54٪ من حمض الإروسيك. 
زيت الكانولا هو نسخة صالحة للأكل مشتقة من أصناف السلجم التي طُوِّرت خصيصًا لمحتواها المنخفض من الحموضة. يُعرف أيضًا باسم زيت السلجم منخفض حمض الإروسيك (LEAR) ومعترف به عمومًا بأنه آمن من قبل إدارة الغذاء والدواء الأمريكية.   يقتصر زيت الكانولا بموجب اللوائح الحكومية على الحد الأقصى 2% من حمض الإروسيك بالوزن في الولايات المتحدة  والاتحاد الأوروبي،  مع وجود لوائح خاصة لأغذية الأطفال. لا تسبب هذه المستويات المنخفضة من حمض الإروسيك ضررًا للإنسان.  
في التجارة، عادة ما يطلق على الأصناف غير الغذائية اسم زيت الكولزا. 

## التاريخ
يأتي اسم السلجم أو بذور اللفت الإنجليزي (Rapeseed) من الكلمة اللاتينية rapum معنى اللفت. اللفت، واللفت السويدي، والملفوف، وكرنب بروكسل، والخردل من النباتات ذات الصلة بالسلجم. ينتمي السلجم إلى جنس الكرنب. تعد أصناف Brassica الزيتية واحدة من أقدم النباتات المزروعة، حيث يعود تاريخ توثيق استخدامها إلى الهند منذ 4000 عام، واستخدامها في الصين واليابان منذ 2000 عام.  :55تشير التقارير إلى أن استخدامه في شمال أوروبا في مصابيح الزيت بدأ منذ القرن الثالث عشر.  طُرِحت مستخلصات زيت السلجم في الأسواق لأول مرة في عامي 1956 و1957 كمنتجات غذائية، ولكنها عانت من عدة خصائص غير مقبولة. كان لهذا النوع من زيت السلجم طعم مميز ولون أخضر بسبب وجود اليخضور وما زال يحتوي على تركيز أعلى من حمض الإروسيك. 
طُوِّرت الكانولا من أصناف السلجم من النوع B. نابوس و ب. رابا في جامعة مانيتوبا، كندا، بواسطة كيث داوني وبالدور ر. ستيفانسون في أوائل السبعينيات،   وكان له في ذلك الوقت ملف غذائي مختلف عن زيت اليوم بالإضافة إلى حمض الإروسيك الأقل بكثير.  كان الكانولا في الأصل اسمًا تجاريًا لجمعية السلجم الكندية؛ الاسم عبارة عن مزيج من كلمة "can" من كندا وكلمة "ola" من "oil".   يُعد زيت الكانولا الآن مصطلحًا عامًا للأصناف الصالحة للأكل من زيت السلجم في أمريكا الشمالية وأستراليا؛  كما يعمل التغيير في الاسم على تمييزه عن زيت السلجم الطبيعي، الذي يحتوي على نسبة أعلى بكثير من حمض الإروسيك. 
قُدِّم السلجم المعدل وراثيًا والمقاوم لمبيد الأعشاب Rراوند أب (الغليفوسات) لأول مرة إلى كندا في عام 1995 (راوند أب ريدي). ويعتبر الصنف المعدل وراثيا الذي طُوِّ ر في عام 1998 هو أكثر أنواع الكانولا مقاومة للأمراض والجفاف حتى الآن. في عام 2009، كان 90% من المحصول الكندي مقاومًا لمبيدات الأعشاب.  في عام 2005، كان 87% من بذور الكانولا المزروعة في الولايات المتحدة معدلة وراثيًا.  في عام 2011، من بين 31 مليون هكتار من الكانولا المزروعة في جميع أنحاء العالم، زُرع 8.2 مليون هكتار من الكانولا في جميع أنحاء العالم، (26%) عُدلت وراثيا. 
كشفت دراسة أجريت عام 2010 في ولاية داكوتا الشمالية عن وجود جينات منقولة مقاومة للغليفوسات أو الجلوفوسينات في 80% من نباتات السلجم البرية الطبيعية، وبعض النباتات التي كانت مقاومة لكلا مبيدي الأعشاب. وقد يؤدي هذا إلى تقليل فعالية سمة تحمل المبيدات لمكافحة الأعشاب الضارة بمرور الوقت، حيث يمكن أن تصبح أنواع الأعشاب أيضًا متسامحة مع المبيدات. ومع ذلك، يتفق أحد الباحثين على أن "المجموعات البرية من الحيوانات ربما أصبحت مستقرة بعد أن انسكبت بعض حمولتها من الشاحنات التي تحمل البذور المعدلة وراثيا المزروعة أثناء النقل". وتشير أيضًا إلى أن نتائج بذور الكانولا المعدلة وراثيًا التي وجدوها ربما كانت متحيزة لأنهم أخذوا العينات على جوانب الطرق فقط. 
يواجه زيت الكانولا المعدل وراثيًا عقوبة سعرية مقارنة بزيت الكانولا غير المعدل وراثيًا؛ ففي غرب أستراليا، تقدر هذه العقوبة بنحو 7.2% في المتوسط. 

## الإنتاج والتجارة
| إنتاج زيت السلجم – 2021 |                |
| دولة                    | ملايين الأطنان |
| كندا                    | 4.2            |
| ألمانيا                 | 4.0            |
| الصين                   | 3.3            |
| الهند                   | 3.0            |
| فرنسا                   | 1.8            |
| المجموع العالمي         | 26.6           |

يعد زيت السلجم أحد أكثر الزيوت النباتية إنتاجًا على مستوى العالم.

في عام 2021، بلغ الإنتاج العالمي من زيت السلجم 26 مليون طن، بقيادة كندا، وألمانيا، والصين كأكبر المنتجين، حيث يمثلون معًا 43% من الإجمالي العالمي.  كانت كندا أكبر مُصَدِّر لزيت السلجم في العالم في عام 2021، حيث شحنت 3.1 مليون طن أو ما يقرب من 74% من إجمالي إنتاجها. 
السعر المرجعي ‏ لتجارة زيت الكانولا في جميع أنحاء العالم هو عقد الكانولا الآجل في بورصة ICE Futures Canada ( بورصة السلع في وينيبيج ‏ سابقًا). 
في الصين، يُستخدم دقيق السلجم في الغالب كسماد للتربة وليس كعلف للحيوانات،  بينما يُستخدن زيت الكانولا بشكل أساسي لقلي الطعام. وعلى حد تعبير أحد المراقبين فإن "الصين تعاني من نقص في إمدادات الزيوت النباتية يبلغ 20 مليون طن سنوياً. وهي تغطي نسبة كبيرة من هذا النقص باستيراد فول الصويا من البرازيل، والولايات المتحدة، والأرجنتين". 

### تنظيم الكائنات المعدلة وراثيا
هناك عدة أشكال للتعديل الوراثي، مثل تحمل مبيدات الأعشاب ( الجليفوسات والغلوفوسينات ، على سبيل المثال) والصفات المختلفة في زيت الكانولا. تختلف اللوائح التنظيمية من بلد إلى آخر؛ على سبيل المثال، وافقت أستراليا، وكندا، والصين، وكوريا، والمكسيك، والفلبين، والولايات المتحدة على الكانولا المقاومة للغليفوسات، بينما وافقت كندا والولايات المتحدة على منتج لوريكال، الذي يحتوي على تركيبة زيتية مختلفة، للزراعة فقط في هاتين الدولتين.
في عام 2003، وافقت هيئة تنظيم تكنولوجيا الجينات في أستراليا على إطلاق الكانولا المعدلة وراثيًا لجعلها مقاومة لمبيد الأعشاب غلوفينوسات الأمونيوم. أثار إدخال المحصول المعدل وراثيًا إلى أستراليا جدلًا كبيرًا.  يعد زيت الكانولا ثالث أكبر محصول في أستراليا، ويستخدمه مزارعو القمح في كثير من الأحيان كمحصول دورة زراعية لتحسين جودة التربة. اعتبارًا من عام 2008، كانت المحاصيل المعدلة وراثيًا الوحيدة في أستراليا هي الكانولا، والقطن، والقرنفل.  

### قضايا الكائنات المعدلة وراثيا
لقد أصبح زيت الكانولا المعدل وراثيا نقطة خلاف ومعارك قانونية مثيرة للجدل. في إحدى القضايا البارزة ( شركة مونسانتو كندا ضد شميزر)، رفعت شركة مونسانتو دعوى قضائية ضد بيرسي شميزر ‏ بتهمة انتهاك براءة الاختراع بعد أن أعاد زراعة بذور الكانولا التي حصدها من حقله، والتي اكتشف أنها ملوثة بزيت الكانولا الحاصل على براءة اختراع من شركة مونسانتو المقاوم للغليفوسات عن طريق رشها بالغليفوسات، ولم يتبق سوى النباتات المقاومة. حكمت المحكمة العليا الكندية بأن بيرسي انتهك براءة اختراع شركة مونسانتو لأنه قام عمدًا بعزل وإعادة زراعة البذور المقاومة التي حصدها.  في 19 مارس 2008، توصلت شركة شميزر وشركة مونسانتو كندا إلى تسوية خارج المحكمة حيث ستدفع مونسانتو تكاليف تنظيف التلوث، والتي بلغت إجمالاً 660 دولارًا كنديًا.  في غرب أستراليا، في قضية مارش ضد باكستر، رفع جاره العضوي دعوى قضائية ضد مزارع يزرع الكانولا المعدلة وراثيا لأن تلوث الكانولا المعدلة وراثيا أدى إلى فقدان شهادة العضوية. وعلى الرغم من الاتفاق بين الطرفين على وقائع القضية والخسائر التي تكبدها المزارع العضوي، إلا أن القاضي لم يجد المزارع المعدل وراثيا مسؤولا عن الخسائر. 

## عملية الإنتاج

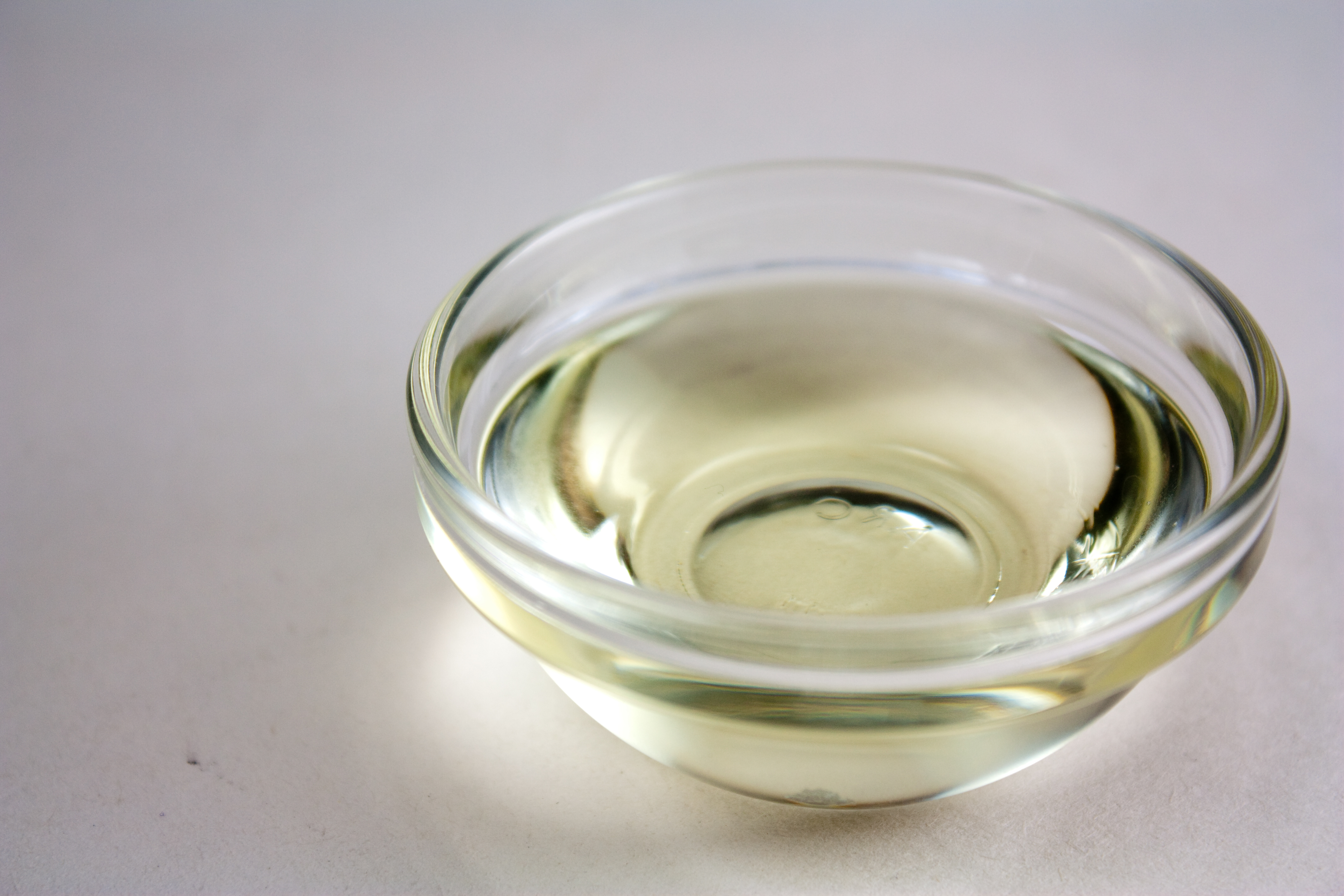
زيت الكانولا

يُصنع زيت الكانولا في منشأة معالجة عن طريق تسخين البذور قليلاً ثم سحقها.  بعد ذلك، يُستخرج كل زيت الكانولا التجاري تقريبًا باستخدام مذيب الهكسان، والذي يُستعاد في نهاية المعالجة. وأخيرًا، يُنقى زيت الكانولا باستخدام ترسيب الماء والأحماض العضوية لإزالة الصمغ والأحماض الدهنية الحرة، والترشيح لإزالة اللون، وإزالة الروائح باستخدام التقطير بالبخار.  في بعض الأحيان يُبيَّض الزيت للحصول على لون أفتح.  متوسط كثافة زيت الكانولا هو 0.92 غم/مل. 
كما يُنتج زيت الكانولا المعصور على البارد والمضغوط بالطرد المركزي ‏ على نطاق أكثر محدودية. حوالي 44% من البذور عبارة عن زيت، والباقي عبارة عن مسحوق من زيت الكانولا يستخدم لتغذية الحيوانات.  حوالي 23 كـغ (51 رطل) من بذور الكانولا يساوي 10 ل (2.64 غال-أمريكي) من زيت الكانولا. يعتبر زيت الكانولا مكونًا أساسيًا في العديد من الأطعمة. لقد صنعت سمعته كزيت صحي طلبًا مرتفعًا في الأسواق حول العالم،  وبشكل عام فهو ثالث أكثر الزيوت النباتية استهلاكًا، بعد زيت فول الصويا وزيت النخيل. 
يستخدم الزيت في العديد من الاستخدامات غير الغذائية، ومثل زيت فول الصويا، غالبًا ما يستخدم بالتبادل مع الزيوت البترولية غير المتجددة في المنتجات،  بما في ذلك المزلقات الصناعية، والديزل الحيوي، والشموع، وأحمر الشفاه، وأحبار الصحف.[بحاجة لمصدر]
يجب أن تكون زيوت الكانولا النباتية المعتمدة كزيوت عضوية من بذور اللفت غير المعدلة وراثيًا. 

## التغذية والصحة
يعتبر زيت الكانولا آمنًا للاستهلاك البشري،   ويحتوي على كمية منخفضة نسبيًا من الدهون المشبعة، وكمية كبيرة من الدهون الأحادية غير المشبعة ‏، مع نسبة 2:1 تقريبًا من الدهون الأحادية إلى الدهون المتعددة غير المشبعة. 
في عام 2006، حصل زيت الكانولا على ادعاء صحي مؤهل من قبل إدارة الغذاء والدواء الأمريكية لتقليل خطر الإصابة بأمراض القلب التاجية، نتيجة لمحتواها الكبير من الدهون غير المشبعة؛ تنص المطالبة المسموح بها على ملصقات الطعام على ما يلي: 
"تشير الأدلة العلمية المحدودة وغير القاطعة إلى أن تناول حوالي 1 قد يقلل تناول  ملعقة كبيرة (19 غرامًا) من زيت الكانولا يوميًا من خطر الإصابة بأمراض القلب التاجية بسبب محتوى الدهون غير المشبعة في زيت الكانولا. لتحقيق هذه الفائدة المحتملة، يجب أن يحل زيت الكانولا محل كمية مماثلة من الدهون المشبعة ولا يزيد من إجمالي عدد السعرات الحرارية التي تتناولها في اليوم. تحتوي حصة واحدة من هذا المنتج على [x] غرام من زيت الكانولا".
خلَّصت مراجعة أجريت عام 2013، برعاية مجلس الكانولا الكندي وجمعية الكانولا الأمريكية، إلى وجود انخفاض كبير في الكولسترول الكلي وكولسترول البروتين الدهني منخفض الكثافة (LDL)، وزيادة في مستويات التوكوفيرول وتحسن حساسية الأنسولين، مقارنة بمصادر أخرى من الدهون الغذائية.  ذكرت مراجعة أجريت عام 2014 للتأثيرات الصحية الناجمة عن استهلاك الزيوت النباتية الغنية بحمض ألفا لينولينيك، بما في ذلك زيت الكانولا، أن هناك فائدة معتدلة لانخفاض خطر الإصابة بأمراض القلب والأوعية الدموية وكسور العظام ومرض السكري من النوع 2. 
وجدت مراجعة أجريت عام 2019 للتجارب السريرية العشوائية أن استهلاك زيت الكانولا يقلل من الكولسترول الكلي (TC) والكوليسترول الضار (LDL) مقارنة بزيت عباد الشمس والدهون المشبعة.  لقد ثبت أن استهلاك زيت الكانولا يقلل من وزن الجسم مقارنة بالدهون المشبعة. 
وجدت مراجعة أجريت عام 2019 للتجارب السريرية العشوائية أن استهلاك زيت الكانولا يقلل من الكولسترول الكلي (TC) والكوليسترول الضار (LDL) مقارنة بزيت عباد الشمس والدهون المشبعة.  لقد ثبت أن استهلاك زيت الكانولا يقلل من وزن الجسم مقارنة بالدهون المشبعة. 
أما بالنسبة للمكونات الفردية، فإن زيت الكانولا يحتوي على نسبة منخفضة من الدهون المشبعة ويحتوي على أحماض أوميجا 6 وأوميجا 3 الدهنية بنسبة 2:1. فهو يحتوي على نسبة عالية من الدهون الأحادية غير المشبعة، والتي قد تقلل من خطر الإصابة بأمراض القلب. 

### حمض الإروسيك
على الرغم من أن زيت السلجم البري يحتوي على كميات كبيرة من حمض الإروسيك،  فإن الأصناف المستخدمة لإنتاج زيت الكانولا التجاري الصالح للأكل هُجِّنت بحيث تحتوي على أقل من 2% من حمض الإروسيك،  ولا تعد هذه الكمية خطرةً على الصحة. كانت السمة منخفضة  الإروسيك ناتجة عن طفرتين أدتا إلى تغيير نشاط LEA1 و KCS17.  
| مركب                    | عائلة | % من الاجمالي |
| ----------------------- | ----- | ------------- |
| حمض الأوليك             | أوم-9 | 61%           |
| حمض اللينوليك           | أوم-6 | 21%           |
| حمض ألفا لينولينيك      | أوم-3 | 11% 9%        |
| الأحماض الدهنية المشبعة |       | 7%            |
| حمض البالمتيك           |       | 4%            |
| حمض دهني                |       | 2%            |
| الدهون المتحولة         |       | 0.4%          |
| حمض الإيروسيك           |       | 0.01% <0.1%   |

لقد انخفض محتوى حمض الإروسيك في زيت الكانولا على مر السنين. وفي غرب كندا، حدث انخفاض من متوسط محتوى 0.5% بين عامي 1987 و1996  إلى محتوى حالي يبلغ 0.01% من عام 2008 إلى عام 2015.  وتظهر تقارير أخرى أيضًا محتوى أقل من 0.1% في أستراليا  والبرازيل. 
حتى الآن، لم تُربط أي آثار صحية باستهلاك حمض الإروسيك من قبل البشر؛ لكن الاختبارات التي أجريت على استقلابه في الأنواع الأخرى تشير إلى أن المستويات الأعلى قد تكون ضارة.   كما لم يثبت أن زيت الكانولا المنتج باستخدام نباتات معدلة وراثيًا يسبب آثارًا ضارة بشكل صريح. 
ومن المقبول عمومًا أن زيت الكانولا لا يشكل أي مخاطر صحية غير عادية على البشر.  يعتبر زيت الكانولا آمنًا بشكل عام من قبل إدارة الغذاء والدواء الأمريكية.  

### غلوكوسينولات
التغيير الكيميائي الآخر في زيت الكانولا هو اختزال الغلوكوسينولات. عندما يُستخرج الزيت، تتركز معظم الغلوكوسينولات في وجبة البذور، والتي تعتبر مصدرًا غنيًا بالبروتين. تختلف مستويات تحمل الماشية لتناول الغلوكوسينولات، حيث يتعرض بعضها للتسمم بسهولة نسبية.   تدخل أيضًا كمية صغيرة من الغلوكوسينولات إلى الزيت، مما يضفي رائحة نفاذة. 
يبقى المزيد من خفض مستويات الغلوكوسينولات مهمًا لاستخدام مسحوق السلجم في علف الحيوانات.  
ليس من الواضح تمامًا ما هي التغييرات الجينية الناجمة عن تربية النباتات والتي أدت إلى الانخفاض الحالي في هذه المجموعة من المواد الكيميائية. 

### مقارنة مع الزيوت النباتية الأخرى
خصائص الزيوت النباتية
يُعبَّر عن القيم الغذائية كنسبة مئوية (%) من كتلة الدهون الكلية
| زيت نباتي                                | زيت نباتي     | زيت نباتي               | زيت نباتي                            | زيت نباتي                            | زيت نباتي                            | زيت نباتي                            | زيت نباتي                            | زيت نباتي       |
| النوع                                    | عملية التصنيع | الأحماض الدهنية المشبعة | الأحماض الدهنية الأحادية غير المشبعة | الأحماض الدهنية الأحادية غير المشبعة | الأحماض الدهنية المتعددة غير المشبعة | الأحماض الدهنية المتعددة غير المشبعة | الأحماض الدهنية المتعددة غير المشبعة | درجة التبخر     |
| النوع                                    | عملية التصنيع | الأحماض الدهنية المشبعة | مجموع الأحماض الأحادية               | حمض الزيت(ω-9)                       | مجموع الأحماض المتعددة               | حمض ألفا-اللينولينيك (ω-3)           | حمض اللينولييك(ω-6)                  | درجة التبخر     |
| ---------------------------------------- | ------------- | ----------------------- | ------------------------------------ | ------------------------------------ | ------------------------------------ | ------------------------------------ | ------------------------------------ | --------------- |
| الأفوكادو                                |               | 11.6                    | 70.6                                 |                                      | 13.5                                 | 1                                    | 12.5                                 | 249 °م (480 °ف) |
| كانولا                                   |               | 7.4                     | 63.3                                 | 61.8                                 | 28.1                                 | 9.1                                  | 18.6                                 | 238 °م (460 °ف) |
| زيت جوز الهند                            |               | 82.5                    | 6.3                                  | 6                                    | 1.7                                  |                                      |                                      | 175 °م (347 °ف) |
| زيت الذرة                                |               | 12.9                    | 27.6                                 | 27.3                                 | 54.7                                 | 1                                    | 58                                   | 232 °م (450 °ف) |
| زيت بذرة القطن                           |               | 25.9                    | 17.8                                 | 19                                   | 51.9                                 | 1                                    | 54                                   | 216 °م (420 °ف) |
| زيت بذر الكتان                           |               | 9.0                     | 18.4                                 | 18                                   | 67.8                                 | 53                                   | 13                                   | 107 °م (225 °ف) |
| زيت الأفيون                              |               | 7.0                     | 9.0                                  | 9.0                                  | 82.0                                 | 22.0                                 | 54.0                                 | 166 °م (330 °ف) |
| زيت زيتون                                |               | 13.8                    | 73.0                                 | 71.3                                 | 10.5                                 | 0.7                                  | 9.8                                  | 193 °م (380 °ف) |
| زيت النخيل                               |               | 49.3                    | 37.0                                 | 40                                   | 9.3                                  | 0.2                                  | 9.1                                  | 235 °م (455 °ف) |
| زيت فول سوداني                           |               | 20.3                    | 48.1                                 | 46.5                                 | 31.5                                 |                                      | 31.4                                 | 232 °م (450 °ف) |
| عصفر                                     |               | 7.5                     | 75.2                                 | 75.2                                 | 12.8                                 | 0                                    | 12.8                                 | 212 °م (414 °ف) |
| زيت فول الصويا                           |               | 15.6                    | 22.8                                 | 22.6                                 | 57.7                                 | 7                                    | 51                                   | 238 °م (460 °ف) |
| زيت زهرة الشمس                           |               | 10.1                    | 45.4                                 | 45.3                                 | 40.1                                 | 0.2                                  | 39.8                                 | 227 °م (440 °ف) |
| زيت زهرة الشمس                           |               | 9.9                     | 83.7                                 | 82.6                                 | 3.8                                  | 0.2                                  | 3.6                                  | 227 °م (440 °ف) |
| زيت بذرة القطن                           | هدرجة         | 93.6                    | 1.5                                  |                                      | 0.6                                  |                                      | 0.3                                  |                 |
| زيت النخيل                               | هدرجة         | 88.2                    | 5.7                                  |                                      | 0                                    |                                      |                                      |                 |
| زيت فول الصويا                           | هدرجة         | 14.9                    | 43.0                                 | 42.5                                 | 37.6                                 | 2.6                                  | 34.9                                 |                 |
| القيم كنسبة (٪) بالوزن من الدهون الكلية. |               |                         |                                      |                                      |                                      |                                      |                                      |                 |

## الاستخدامات
بالإضافة إلى استخدامه للاستهلاك البشري، يُستخدم زيت السلجم على نطاق واسع كمزلق للآلات. كان يستخدم على نطاق واسع في الإضاءة المنزلية الأوروبية قبل ظهور غاز الفحم (المدينة) أو الكيروسين. كان هذا هو الزيت المفضل لمصابيح قطارات القطع، وكان يستخدم لإضاءة عربات السكك الحديدية في المملكة المتحدة قبل اعتماد الإضاءة بالغاز، والإضاءة الكهربائية في وقت لاحق. حُرقت في مصباح كارسيل ‏، وكانت جزءًا من تعريف المقياس الفرنسي القياسي للإضاءة، كارسيل، لمعظم القرن التاسع عشر. في المنارات، على سبيل المثال في كندا المبكرة، اُستخدم زيت السلجم قبل إدخال الزيت المعدني. اُستخدم زيت السلجم مع موقد أرجاند لأنه كان أرخص من زيت الحوت. حُرق زيت السلجم على نطاق محدود في الكونفدرالية أثناء الحرب الأهلية الأمريكية.
اُستخدم زيت السلجم في مرهم جومبولت الكاوي، وهو مرهم شعبي للخيول والبشر في مطلع القرن العشرين.
ومن بين الاستخدامات الأكثر غرابة لزيت السلجم هو تهدئة البحار المتلاطمة ‏، حيث يعمل الزيت على تعديل التوتر السطحي للمياه ويعمل على تنعيم السطح بسرعة. ولتحقيق هذه الغاية، كان زيت السلجم يُنقل في قوارب النجاة الخاصة بالسفن.

### وقودالديزل الحيوي
يُستخدم زيت السلجم كوقود ديزل، إما كوقود حيوي، أو مباشرة في أنظمة الوقود الساخنة، أو مخلوطًا بمقطرات البترول لتشغيل المركبات الآلية. يمكن استخدام الديزل الحيوي في شكله النقي في المحركات الأحدث دون إحداث ضرر للمحرك، وكثيراً ما يُدمج مع وقود الديزل الأحفوري بنسب تتراوح من 2% إلى 20% من الديزل الحيوي. وبسبب تكاليف زراعة وسحق وتكرير وقود الديزل الحيوي المشتق من السلجم، فإن تكلفة إنتاج وقود الديزل الحيوي المشتق من السلجم من الزيت الجديد أعلى من تكلفة إنتاج وقود الديزل القياسي، لذا فإن وقود الديزل عادة ما يُصنع من الزيت المستعمل. يعتبر زيت السلجم مخزون الزيت المفضل لإنتاج الديزل الحيوي في معظم أنحاء أوروبا، حيث يمثل حوالي 80% من المواد الخام،[بحاجة لمصدر] يرجع ذلك جزئيًا إلى أن السلجم ينتج المزيد من الزيت لكل وحدة مساحة من الأرض مقارنة بمصادر الزيت الأخرى، مثل فول الصويا، ولكن في المقام الأول لأن زيت الكانولا له نقطة هلام (Gel point) ‏ أقل بكثير من معظم الزيوت النباتية الأخرى.[بحاجة لمصدر]

### زيوت السلجم الأخرى الصالحة للأكل
في بعض البلدان، تُستخدم بعض أنواع زيت السلجم الأقل معالجة للنكهة. سابقاً، كان زيت السلجم الصيني يُستخرج في الأصل من الخردل البري. في القرن التاسع عشر، أدخل التجار الأوروبيون السلجم ( B. rapa )، وقام المزارعون المحليون بتهجين النبات الجديد مع الخردل البري لإنتاج السلجم شبه الشتوي. خُفِّضَ محتواها من حمض الإروسيك إلى مستويات "الكانولا" الحديثة عن طريق التهجين مع الصنف الكندي "ORO" منخفض حمض الإروسيك.   يتمتع زيت السلجم الصيني بطعم مميز ولون أخضر بسبب طريقة المعالجة المختلفة: تُحمَّص البذور وتُعصر للحصول على الزيت. تُستخدم أجهزة الطرد المركزي لإزالة المواد الصلبة، وتليها خطوة التسخين. الزيت الناتج مستقر حراريًا وأساسي لمطبخ سيتشوان. 
في الهند، يُستخدم زيت الخردل في الطهي.  في المملكة المتحدة وأيرلندا، يستخدم بعض الطهاة زيت السلجم الذي له طعم "الملفوف" والذي يُعالج بالضغط البارد.  وتعني هذه العملية الباردة أن الزيت له نقطة دخان منخفضة، وبالتالي فهو غير مناسب للقلي في مطبخ سيتشوان، على سبيل المثال. 

### تفشي التسمم بالسلجم في إسبانيا
في عام 1981، انتشر التسمم بالزيت، والذي عُرف فيما بعد باسم متلازمة الزيت السام، والذي نُسب إلى الأشخاص الذين تناولوا ما اعتقدوا أنه زيت زيتون، لكن تبين أنه زيت السلجم الذي حُوِّر باستخدام 2% أنيلين (فينيل أمين). كانت المادة مخصصة للاستخدام الصناعي ولكن كُرِّرَت بشكل غير قانوني في محاولة لإزالة الأنيلين.  ثم بِيع بشكل احتيالي على أنه زيت زيتون، في أسواق الشوارع بشكل أساسي، وخاصة في منطقة مدريد.  